# سیارک ۲۱۳۸۰
سیارک ۲۱۳۸۰ (به انگلیسی: 21380 Devanssay، نامگذاری:1998DB20) بیست و یک هزار و سیصد و هشتادمین سیارک کشف شده‌است که در ۲۷ فوریه ۱۹۹۸ کشف شد.
قدر مطلق سیارک برابر ۱۷.۸ است.